# Gianfranco Baldazzi

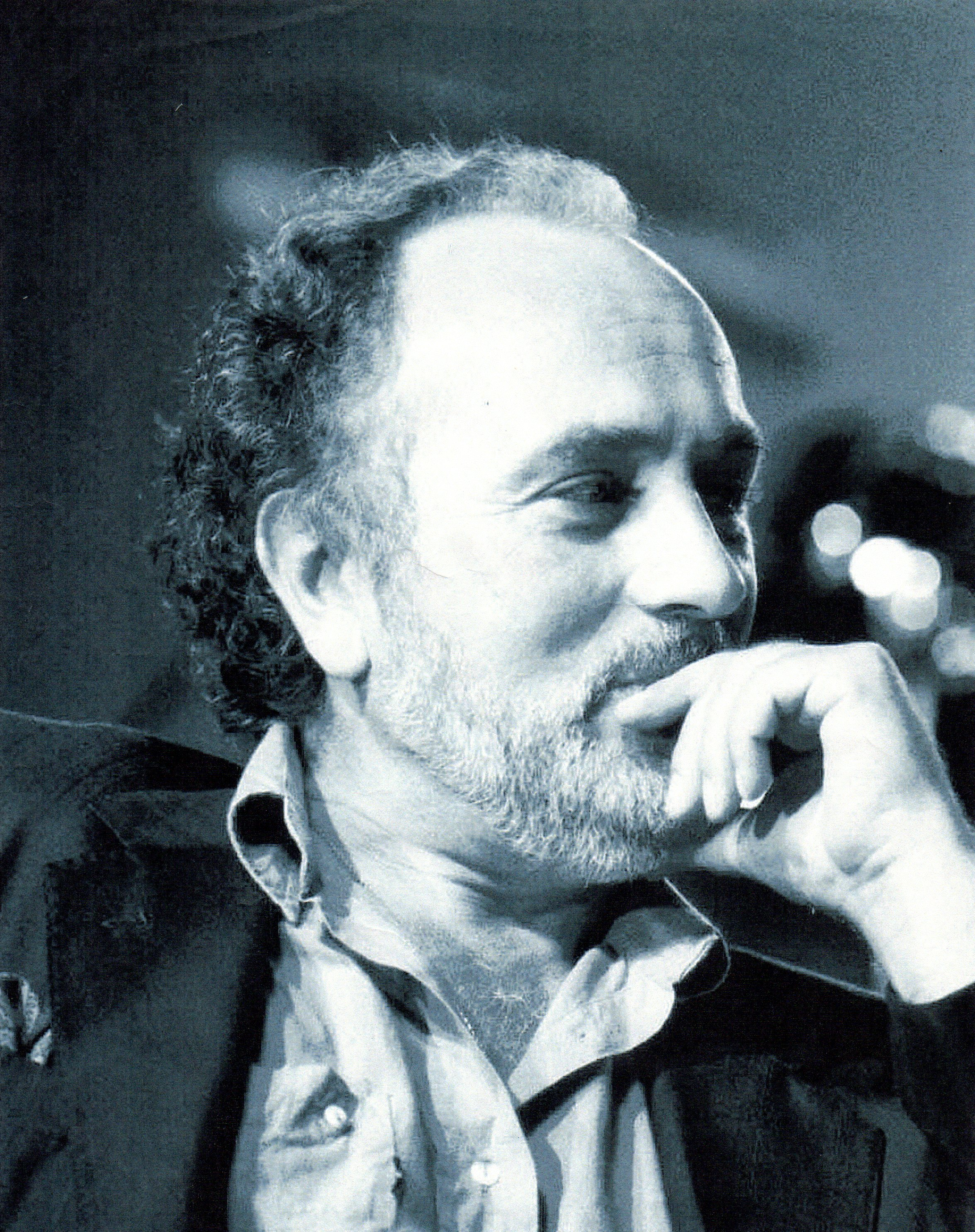
Gianfranco Baldazzi

Gianfranco Baldazzi (Bologna, 28 luglio 1943 – Roma, 25 giugno 2013) è stato un pubblicista, paroliere, storico della canzone italiana e conduttore televisivo e radiofonico italiano.

## Biografia
Dopo una breve esperienza da attore (teatro e cinema), entra nel mondo della canzone alla fine degli anni sessanta. Scrive alcune canzoni per Mina (Regolarmente, Sentimentale), per Gianni Morandi (Occhi di ragazza, Principessa, Lei lei lei) e per Lucio Dalla (Piazza Grande, Itaca, La casa in riva al mare, Per due innamorati e altre), Edoardo Vianello (Cantare), Goran Kuzminac (Ehi ci stai).
Negli anni settanta e ottanta alterna l'attività di paroliere (scrivendo anche per Ron, per Ornella Vanoni, per Peppino Di Capri, per gli Stadio), a quella di produttore e di PR discografico, nonché di esperto musicale in Tv, su quotidiani e periodici (collaborando per lungo tempo con Ciao 2001).
Dal 1991 al 1994 è di nuovo a Bologna come direttore artistico della Pressing, l'etichetta discografica di Dalla, che lancia i cantautori Samuele Bersani e Bracco Di Graci, attività che si interrompe per dissensi artistici.
Ha collaborato per tredici anni, fino alla sua morte, anche con RAI International, dove conduceva la rubrica radiofonica Notturno Italiano, diffusa via satellite.
Ha scritto un romanzo di ambientazione medievale, dal titolo provvisorio "Le erbe e il miele", edito poi nel 2016 da Reverdito Editore con il titolo "Il silenzio della cattedrale". Per questo libro nel 2017 nell'ambito del Premio Romanzo Storico Alessandro Manzoni gli è stato attribuito il premio speciale alla memoria.
E deceduto nel giugno 2013 all'età di 69 anni per complicazioni insorte a seguito di un'operazione chirurgica.
Sulla canzone ha pubblicato:
- La canzone italiana del Novecento (Newton Compton, 1988), storia della canzone italiana da Enrico Caruso ad Eros Ramazzotti.
- Lucio Dalla. Parole cantate (Newton Compton, Roma, 1988), La raccolta completa delle canzoni di un artista che cerca constantemente di interpretare il proprio tempo per raggiungere il cuore della gente. A cura di Gianfranco Baldazzi.
- Gianfranco Baldazzi, Luisella Clarotti, Alessandra Rocco, I nostri cantautori, Thema Editore, 1990, ISBN 9788871590691.
- Dalla (Muzio, prima edizione 1990), biografia del cantautore Lucio Dalla, raccontata da un amico bolognese.
- Le parole che cantavamo (50&PIÙ, Le Perle della Memoria, 2004)
- Lucio Dalla. L'uomo degli specchi (Minerva Edizioni, 2013) con fotografie di Roberto Serra.

## Canzoni scritte da Gianfranco Baldazzi
| Anno | Titolo                               | Autori del testo                      | Autori della musica                | Interpreti         |
| ---- | ------------------------------------ | ------------------------------------- | ---------------------------------- | ------------------ |
| 1970 | Sylvie                               | Gianfranco Baldazzi e Sergio Bardotti | Lucio Dalla                        | Lucio Dalla        |
| 1970 | Dolce Susanna                        | Gianfranco Baldazzi e Sergio Bardotti | Lucio Dalla                        | Rosalino           |
| 1970 | Fumetto                              | Gianfranco Baldazzi e Sergio Bardotti | Lucio Dalla                        | Lucio Dalla        |
| 1970 | Occhi di ragazza                     | Gianfranco Baldazzi e Sergio Bardotti | Lucio Dalla                        | Gianni Morandi     |
| 1970 | Dimmi cosa aspetti ancora            | Gianfranco Baldazzi e Sergio Bardotti | Daniela Casa                       | Dominga            |
| 1971 | Itaca                                | Gianfranco Baldazzi e Sergio Bardotti | Lucio Dalla                        | Lucio Dalla        |
| 1971 | Il colonnello                        | Gianfranco Baldazzi e Sergio Bardotti | Lucio Dalla                        | Lucio Dalla        |
| 1971 | La casa in riva al mare              | Gianfranco Baldazzi e Sergio Bardotti | Lucio Dalla                        | Lucio Dalla        |
| 1971 | Strade su strade                     | Gianfranco Baldazzi e Sergio Bardotti | Lally Stott                        | Lucio Dalla        |
| 1971 | Per due innamorati                   | Gianfranco Baldazzi e Sergio Bardotti | Lucio Dalla                        | Lucio Dalla        |
| 1971 | L'ultima vanità                      | Gianfranco Baldazzi e Sergio Bardotti | Lucio Dalla                        | Lucio Dalla        |
| 1972 | Se mi davi retta                     | Gianfranco Baldazzi                   | Memmo Foresi e Luigi Lopez         | Fiorella Mannoia   |
| 1972 | Se mi davi retta                     | Gianfranco Baldazzi e Tony Cucchiara  | Marcello Valci                     | Giuliana Valci     |
| 1972 | Piazza Grande                        | Gianfranco Baldazzi e Sergio Bardotti | Rosalino Cellamare e Lucio Dalla   | Lucio Dalla        |
| 1972 | Quando verranno i giorni             | Gianfranco Baldazzi e Sergio Bardotti | Piero Piccioni                     | Mireille Mathieu   |
| 1972 | Nata libera                          | Gianfranco Baldazzi e Sergio Bardotti | Piero Piccioni                     | Mireille Mathieu   |
| 1972 | Principessa                          | Gianfranco Baldazzi e Sergio Bardotti | Rosalino Cellamare                 | Gianni Morandi     |
| 1973 | Da sabato a lunedì                   | Gianfranco Baldazzi                   | Rosalino Cellamare e Lucio Dalla   | Rosalino Cellamare |
| 1973 | Non svegliarti                       | Gianfranco Baldazzi                   | Rosalino Cellamare                 | Rosalino Cellamare |
| 1973 | Leggende d'Oltrepò                   | Gianfranco Baldazzi                   | Rosalino Cellamare                 | Rosalino Cellamare |
| 1973 | Radar                                | Gianfranco Baldazzi                   | Rosalino Cellamare                 | Rosalino Cellamare |
| 1973 | Senza sogni, senza amici, senza casa | Gianfranco Baldazzi                   | Rosalino Cellamare                 | Rosalino Cellamare |
| 1973 | Rosa d'amore                         | Gianfranco Baldazzi                   | Rosalino Cellamare                 | Rosalino Cellamare |
| 1973 | I bimbi neri non san di liquirizia   | Gianfranco Baldazzi                   | Rosalino Cellamare                 | Rosalino Cellamare |
| 1973 | Era la terra mia                     | Gianfranco Baldazzi                   | Rosalino Cellamare                 | Rosalino Cellamare |
| 1973 | Il mio papà ed io                    | Gianfranco Baldazzi                   | Rosalino Cellamare                 | Rosalino Cellamare |
| 1973 | Disegno libero                       | Gianfranco Baldazzi                   | Rosalino Cellamare                 | Rosalino Cellamare |
| 1973 | Il carrarmato disarmato              | Gianfranco Baldazzi                   | Rosalino Cellamare                 | Rosalino Cellamare |
| 1973 | La grande città industriale          | Gianfranco Baldazzi                   | Rosalino Cellamare                 | Rosalino Cellamare |
| 1973 | Quelli delle medie                   | Gianfranco Baldazzi                   | Rosalino Cellamare                 | Rosalino Cellamare |
| 1973 | Alla fine della scuola               | Gianfranco Baldazzi                   | Rosalino Cellamare                 | Rosalino Cellamare |
| 1973 | Da grande farò il maestro            | Gianfranco Baldazzi                   | Rosalino Cellamare                 | Rosalino Cellamare |
| 1973 | La scuola che vorrei                 | Gianfranco Baldazzi                   | Rosalino Cellamare                 | Rosalino Cellamare |
| 1975 | Esperienze                           | Gianfranco Baldazzi                   | Rosalino Cellamare                 | Rosalino Cellamare |
| 1975 | Tuo fratello (che fa i computer)     | Gianfranco Baldazzi                   | Rosalino Cellamare                 | Rosalino Cellamare |
| 1975 | Colori, forme, voci e odori          | Gianfranco Baldazzi                   | Rosalino Cellamare                 | Rosalino Cellamare |
| 1975 | La mia scimmia                       | Gianfranco Baldazzi                   | Rosalino Cellamare                 | Rosalino Cellamare |
| 1975 | Non ti lascio andare via             | Gianfranco Baldazzi                   | Rosalino Cellamare                 | Rosalino Cellamare |
| 1975 | Fenomeni naturali                    | Gianfranco Baldazzi                   | Rosalino Cellamare                 | Rosalino Cellamare |
| 1975 | Il ponte                             | Gianfranco Baldazzi                   | Rosalino Cellamare                 | Rosalino Cellamare |
| 1975 | Né lui, né te, né l'odio, né l'amore | Gianfranco Baldazzi e Nicoletta Bauce | Nicoletta Bauce                    | Nicoletta Bauce    |
| 1977 | Ancora i nostri errori               | Gianfranco Baldazzi                   | Lino Rufo                          | Lino Rufo          |
| 1978 | Laura G.                             | Gianfranco Baldazzi                   | Lino Rufo                          | Lino Rufo          |
| 1978 | Battello senza marinai               | Gianfranco Baldazzi                   | Lino Rufo                          | Lino Rufo          |
| 1978 | Fuori dal corpo                      | Gianfranco Baldazzi                   | Lino Rufo                          | Lino Rufo          |
| 1978 | Alla Rai...                          | Gianfranco Baldazzi                   | Lino Rufo                          | Lino Rufo          |
| 1978 | La perdita di un paradiso            | Gianfranco Baldazzi                   | Lino Rufo                          | Lino Rufo          |
| 1978 | Amore in manicomio                   | Gianfranco Baldazzi                   | Tony Occhiello                     | Lino Rufo          |
| 1979 | Fuoco                                | Gianfranco Baldazzi                   | Lino Rufo/Vincenzo Pagliarini      | Lino Rufo          |
| 1980 | Ehi ci stai                          | Gianfranco Baldazzi e Goran Kuzminac  | Goran Kuzminac                     | Goran Kuzminac     |
| 1981 | Grande figlio di puttana             | Gianfranco Baldazzi e Lucio Dalla     | Gaetano Curreri e Giovanni Pezzoli | Stadio             |
| 1981 | Chi te l'ha detto                    | Gianfranco Baldazzi e Lucio Dalla     | Gaetano Curreri                    | Stadio             |
| 1982 | Cantare                              | Gianfranco Baldazzi                   | Edoardo Vianello                   | Edoardo Vianello   |